# Giải BAFTA lần thứ 12
Giải BAFTA lần thứ 12, được trao bởi Viện Hàn lâm Nghệ thuật Điện ảnh và Truyền hình Anh Quốc năm 1959 để tôn vinh những bộ phim xuất sắc nhất năm 1958.

## Chiến thắng và đề cử

### Phim hay nhất
Room at the Top 
- Aparajito
- Ice-Cold in Alex
- Indiscreet
- Khi đàn sếu bay qua
- The Defiant Ones
- Con mèo trên mái tôn nóng bỏng
- Orders to Kill
- No Down Payment
- Sea of Sand
- The Sheepman
- Wild Strawberries
- The Young Lions
- Le Notti di Cabiria

### Phim Anh hay nhất
Room at the Top 
- Indiscreet
- Ice-Cold in Alex
- Sea of Sand
- Orders to Kill

### Nam diễn viên nước ngoài xuất sắc nhất
Sidney Poitier trong The Defiant Ones 
- Paul Newman trong Con mèo trên mái tôn nóng bỏng
- Tony Curtis trong The Defiant Ones
- Curd Jürgens trong The Enemy Below
- Curd Jürgens trong The Inn of the Sixth Happiness
- Spencer Tracy trong The Last Hurrah
- Glenn Ford trong The Sheepman
- Victor Sjostrom trong Wild Strawberries
- Charles Laughton trong Witness for the Prosecution
- Marlon Brando trong The Young Lions

### Nam diễn viên Anh xuất sắc nhất
Trevor Howard trong The Key 
- I. S. Johar trong Harry Black
- Anthony Quayle trong Ice-Cold in Alex
- Laurence Harvey trong Room at the Top
- Donald Wolfit trong Room at the Top
- Michael Craig trong Sea of Sand
- Terry-Thomas trong tom thumb

### Nữ diễn viên Anh xuất sắc nhất
Irene Worth trong Orders to Kill 
- Virginia McKenna trong Carve Her Name with Pride
- Hermione Baddeley trong Room at the Top
- Elizabeth Taylor trong Con mèo trên mái tôn nóng bỏng

### Nữ diễn viên nước ngoài xuất sắc nhất
Simone Signoret trong Room at the Top 
- Karuna Bannerjee trong Aparajito
- Ingrid Bergman trong The Inn of the Sixth Happiness
- Tatyana Samojlova trong Khi đàn sếu bay qua
- Joanne Woodward trong No Down Payment
- Giulietta Masina trong Le Notti di Cabiria
- Anna Magnani trong Wild Is the Wind

### Kịch bản Anh hay nhất
Orders to Kill - Paul Dehn 